# لو اینترپرایسز
لو اینترپرایسز (انگلیسی: Lowe Enterprises) شرکت املاک و مستغلات آمریکایی است، که در سال ۱۹۷۲ تأسیس شد.